# Iphiaulax mareotis
Iphiaulax mareotis är en stekelart som beskrevs av Cameron 1903. Iphiaulax mareotis ingår i släktet Iphiaulax och familjen bracksteklar. Inga underarter finns listade i Catalogue of Life.